# Albert E. Rice

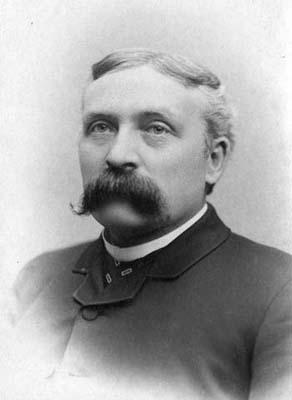
Albert E. Rice

Albert E. Rice (* 24. September 1845 in Vinje, Norwegen; † 11. September 1921 in Rochester, Minnesota) war ein US-amerikanischer Bankier, Zeitungsjournalist und Politiker. Er fungierte als 10. Vizegouverneur des Bundesstaates Minnesota. Rice, Mitglied der Republikanischen Partei, übte dieses Amt vom 4. Januar 1887 bis zum 5. Januar 1891 unter den Gouverneuren Andrew Ryan McGill und William Rush Merriam aus.
Der in der norwegischen Provinz Telemark geborene Rice wanderte 1860 in die Vereinigten Staaten aus. Während des Bürgerkrieges diente er in einem Regiment aus Wisconsin;  in der Folge ließ er sich 1866 in Willmar, Minnesota nieder. Später schlug er eine politische Laufbahn ein und gehörte von 1874 bis 1875, von 1878 bis 1882 sowie von 1883 bis 1886 dem Senat von Minnesota an, ehe er zum Vizegouverneur gewählt wurde.